# ساندرا شابن
ساندرا شابن (بالإنجليزية: Sandra Chapin)‏ هي كاتبة غنائية وملحنة وشاعرة أمريكية، ولدت في 1934.

## وصلات خارجية
- ساندرا شابن على موقع IMDb (الإنجليزية)
- ساندرا شابن على موقع ميوزك برينز (الإنجليزية)